# Cosmarium mamilliferum
Cosmarium mamilliferum là một loài Song tinh tảo trong họ Desmidiaceae, thuộc chi Cosmarium.